# Фианаранцуа (провинция)
Фианаранцу́а (малаг. Fianarantsoa) — провинция Мадагаскара.
- Территория: 102 373 км².
- Население: 3 366 291 человек (оценка июля 2001).
- Административный центр: город Фианаранцуа.

## География
Провинция находится в юго-восточной части страны. На севере граничит с провинциями Антананариву и Туамасина, на юге и западе — с провинцией Тулиара.
На территории провинции находятся 4 главных национальных парка: Раномафана, Мидонгий Ду Суд, Исало и Андрингитра.
Сокращённое название региона «Фианар».

## Административное деление
Административно подразделяется на 5 регионов, которые в свою очередь делятся на 23 департамента:

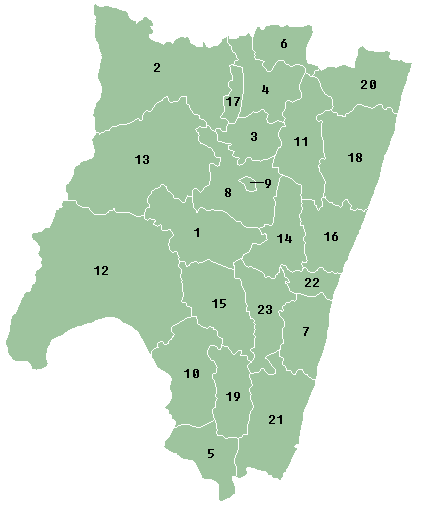
Регионы и департаменты провинции Фианаранцуа

| - Регион Ацимо-Атсинанана (Atsimo-Atsinanana): - 5. Befotaka - 7. Farafangana - 19. Midongy-Sud - 21. Vangaindrano - 23. Vondrozo - Регион Ихурумбе (Ihorombe): - 10. Якора - 12. Ихоси - 15. Ивохибе - Регион От-Мациатра (Haute Matsiatra): - 1. Ambalavao - 3. Ambohimahasoa - 8. Fianarantsoa Rural - 9. Fianarantsoa Urban - 13. Ikalamavony - Регион Аморони-Мания (Amoron'i Mania): - 2. Ambatofinandrahana - 4. Ambositra - 6. Fandriana - 17. Manandriana - Регион Ватовави-Фитовинани (Vatovavy-Fitovinany): - 11. Ifanadiana - 14. Ikongo - 16. Manakara-Atsimo - 18. Mananjary - 20. Nosy Varika - 22. Vohipeno |